# Sarasota Metropolis FC
El Sarasota Metropolis FC es un equipo de fútbol de los Estados Unidos que juega en la USL League Two, la cuarta división de fútbol del país.

## Historia
Fue fundado el 23 de enero de 2019 en la ciudad de Bradenton, Florida como uno de los equipos fundadores de la recién creada USL League Two que tendría su temporada inaugural en 2019.
En su primera temporada el club finalizó en séptimo lugar de su división y no clasificó a los playoffs.

## Temporadas
| Año  | División | Liga           | Temporada Regular | Playoffs     | US Open Cup  |
| ---- | -------- | -------------- | ----------------- | ------------ | ------------ |
| 2019 | 4        | USL League Two | 7.º, Southeast    | No clasificó | No participó |